# 扶輪青年領袖獎勵計劃
扶輪青年領袖獎勵計劃（Rotary Youth Leadership Awards，簡稱：RYLA）是一個由國際扶輪在世界各地的扶輪社針對14歲至30歲之間青年舉辦的一項訓練活動，其目的為讓青年學習領導能力及學會關心社會；不同地區所舉辦的課程形式都有不同，但通常都會包括研討會、訓練營或工作坊的形式。

## 歷史
1959年澳洲昆士蘭省政府與當地扶輪社社員合作舉辦慶祝昆士蘭建省百年的活動，由於英國女王伊莉莎白二世交由時年22歲的雅麗珊郡主代表出席，因此活動中特別針對雅麗珊郡主的年紀安排，邀請了三百多位17至23歲之間的年輕人參與。
活動結束後，當地的國際扶輪260地區決定並依此次活動為參考，固定每年舉辦此類活動給年青人參與，並在1960年5月2日舉辦第一次的「扶輪青年領袖獎勵計劃」。此後，澳洲的258地區和260地區共同組織了委員會，進一步制定了現今的活動架構：「訓練年齡介乎 14 至 30 歲年青人的品格、領導才能、個人發展、與公民精神。」，開始將活動規廣到全澳洲；1971年更進一步在國澳洲雪梨舉辦的國際扶輪年會中，讓扶輪青年領袖獎勵計劃成為國際扶輪的活動的項目。
到1998年為止，此活動已在全球半數國際扶輪地區中舉行。

## 外部連結
- 台灣的扶輪青年領袖獎勵計劃
  - 國際扶輪3450地區 扶輪青年領袖獎勵計劃 （页面存档备份，存于）
  - 國際扶輪3520地區15-16年度 RYLA扶輪青年領袖研習營